# 横浜市立根岸中学校
横浜市立根岸中学校（よこはましりつ ねぎしちゅうがっこう）は、神奈川県横浜市磯子区西町にある公立中学校。

## 概要
- 1947年に、同区内にある横浜市立根岸小学校[1]の校舎を借用し創立。
- 芝生の校庭があり、Jリーグ百年構想のホームページの第一回、芝生校庭自慢に横浜市立根岸中学校の芝生が記載されている。ちなみに校庭の芝の種類は改良ノシバ（みやこ）である。[2]
- 南側の近くに根岸線及びENEOS根岸製油所専用線が走行している。
- 根岸コミュニティハウスが併設されている。

## 沿革
- 1947年（昭和22年）4月5日 - 学制改革に伴い創立
- 1947年（昭和22年）5月5日 - 開校[3]
- 1951年（昭和26年）10月12日 - 木造校舎を新築し移転する（国有地の海岸を埋め立てる）。敷地は、かつての根岸飛行場の北東部分と重なる。
- 1959年（昭和34年）2月21日 -  根岸中学校で根岸湾埋立事業の起工式を挙行[3]。
- 1963年（昭和38年）4月 -  国鉄根岸線問題に伴い鉄筋４階建て校舎を新築する（教室28）[4]。主に騒音対策の為。
- 1964年（昭和39年）5月19日 - 国鉄根岸線開業（桜木町駅から磯子駅まで）[3]。線路が敷地の南辺を沿うように走る。
- 1964年（昭和39年）- 敷地北側の鳳運河[5]が埋め立てられる。
- 1992年（平成4年）4月20日、根岸中学校コミュニティハウスが開設[6]

## 教育目標
21世紀をたくましく生きる人間の育成を目指して

## 行事
- 入学式
- 体育祭
- 文化祭
- 卒業式